# Bryan Lee O’Malley
Bryan Lee O'Malley (született 1979. február 21.) kanadai képregényalkotó, aki elsősorban a Scott Pilgrim sorozat révén ismert. O'Malley munkáit két-két Harvey- és Joe Shuster-, valamint egy-egy Doug Wright- és Eisner-díjjal jutalmazták. A Kupek névre keresztelt egyszemélyes indie rock együttesben zenél is.

## Pályafutása

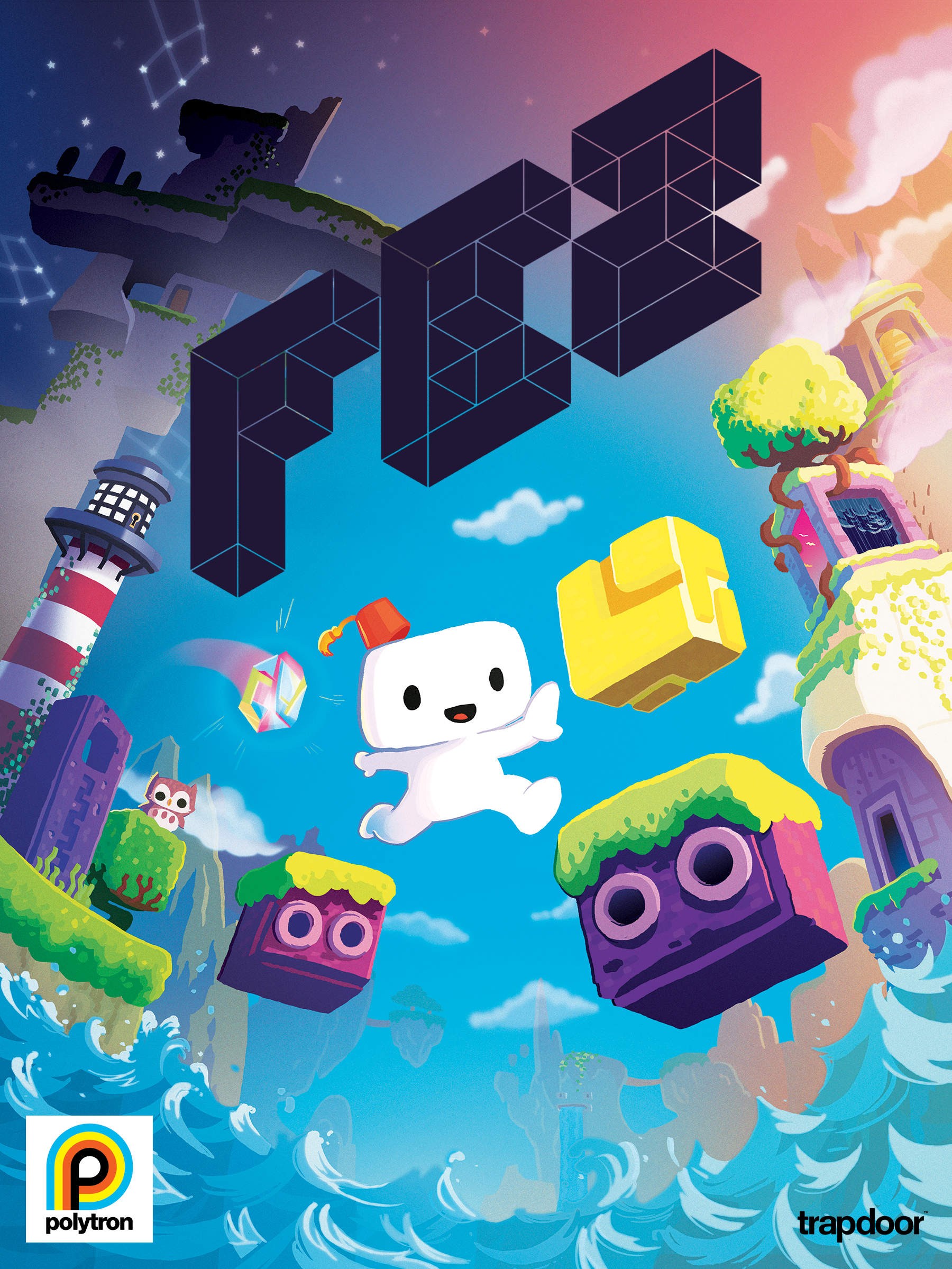
O’Malley tervezte a 2012-ben megjelent Fez című videójáték borítóképét

Bryan Lee O’Malley filmelmélet szakon tanult a Nyugat-Ontariói Egyetemen, azonban nem fejezte be a tanulmányait, és Torontóba költözött.
O’Malley saját képregénykockáinak megjelenése előtt az Oni Press kiadó Jen Van Meter írásában készült Hopeless Savages: Ground Zero minisorozatát illusztrálta és az Oni számos kiadványánál működött közre a különböző háttérmunkákban, így beíróként is dolgozott.
Első saját, egykötetes graphic novelje Lost at Sea címmel, az Oni Press gondozásában jelent meg 2003-ban. 2004 augusztusában megjelent a kitörő sikernek bizonyuló Scott Pilgrim sorozatának első kötete, melyért elnyerte a Doug Wright-díjat a „legjobb feltörekvő tehetség” kategóriájában, illetve három kategóriában Harvey-díjra és egy kategóriában Joe Shuster-díjra is jelölték. O’Malley a Scott Pilgrim sorozat készítése közben a 2005 márciusában megjelent Project: Superior képregény-antológiában Monica Beetle címmel egy elbeszélést is közzétett. A sorozat második kötete Scott Pilgrim vs. the World alcímmel, 2005. június 15-én jelent meg. A kötettel elnyerte a Joe Shuster-díj legjobb képeregényalkotójának járó díját, valamint két kategóriában Eagle-díjra, illetve egy-egy kategóriában Eisner- és Doug Wright-díjra is jelölték. A harmadik kötet 2006 májusában jelent meg és két kategóriában Harvey, valamint egy-egy kategóriában Doug Wright- és Joe Shuster-díjakra is jelölték. A Scott Pilgrim Gets It Together alcímmel ellátott negyedik kötet 2007 novemberében jelent meg, két Harvey-, valamint egy-egy Joe Shuster- és National Cartoonists Society Division Awards-díjra jelölték. Az ötödik kötet 2009. február 4-én került forgalomba, egy-egy Esiner- és Harvey-díjat nyert, valamint egy kategóriában Joe Shuster-díjra is jelölték. A Scott Pilgrim sorozat hatodik és egyben utolsó kötete 2010. július 20-án jelent meg, és két Harvey-díjra jelölték, ebből egyet meg is nyert, illetve további egy kategóriában Joe Shuster-díjra is jelölték. A sorozatból 2010 augusztusában Scott Pilgrim vs. the World, Scott Pilgrim vs. the World: The Game, illetve Scott Pilgrim vs. the Animation címmel film-, videójáték- és animációs sorozat-adaptáció is megjelent. A film és a videójáték is több nevesebb díjra is jelölve volt, azonban annak ellenére, hogy a film kultuszstátuszt ért el, azonban kereskedelmi bukás lett és nem hozta vissza a költségvetését. O’Malley először vonakodva gondolt a sorozat színes újrakiadásán, azonban később Nathan Fairbairn színező munkája meggyőzte; így a sorozatot 2012 augusztusa és 2015 májusa között színes, keményfedeles kiadásban újra megjelentették.
O’Malley a Scott Pilgrim színes újrakiadása után végzett a sorozat aktív munkálataival, így az addig háttérmunkának számító, már a Scott Pilgrim első kötetének megjelenése után, a második kötetének írása közben kirajzolódni kezdődő Seconds című graphic novelje az előtérbe került. Az egykötetes Seconds eredetileg valamikor 2013-ban jelent volna meg, azonban O’Malley vállsérülése miatt 2014-es időpontra halasztották azt. A regény végül 2014. július 15-én jelent meg a Ballantine Books gondozásában, így ez volt O’Malley első nagyobb szabású projektje, melyet nem az Oni Press jelentett meg. A könyv egy Joe Shuster-díjat nyert, valamint egy-egy Eisner- és Harvey-díjra is jelölték.
O’Malley a képregényalkotás mellett zenél is, korábban a rövid életűnek bizonyult torontói Imperial Otter, illetve a Honey Dear együttesekben basszusgitározott, azóta a Kupek nevű egyszemélyes együttesben tevékenykedik.

## Magánélete
O’Malley félig koreai, félig francia kanadai származású. O’Malley 2004-ben összeházasodott Hope Larson képregénykészítővel, majd Észak-Karolinából Los Angelesbe költöztek, azonban 2014-ben elváltak.

## Munkái

### Graphic novellek
- Lost at Sea (2003, ISBN 1-929998-71-6)
- Scott Pilgrim’s Precious Little Life (2004, ISBN 1-932664-08-4)
- Scott Pilgrim vs. the World (2005, ISBN 1-932664-12-2)
- Scott Pilgrim & the Infinite Sadness (2006, ISBN 1-932664-22-X)
- Scott Pilgrim Gets It Together 	(2007, ISBN 9781932664492)
- Scott Pilgrim vs. the Universe (2009, ISBN 1-934964-10-7)
- Scott Pilgrim’s Finest Hour (2010, ISBN 978-1-934964-38-5)
- Seconds (2014, ISBN 978-0-345529-37-4)[33]

### Képregények
- Style (webképregény)[34]
- Hopeless Savages: Ground Zero (illusztráció) (ISBN 1-929998-99-6)
- Queen & Country #5 (illusztráció)
- Sex Criminals #11 (alternatív borítókép)[35]
- Young Avengers #1 (alternatív borítókép)[36]
- Sacrifice #5 (alternatív borítókép)[37]
- The Wicked + The Divine #1 (alternatív borítókép)[38]
- Kaijumax #1 (alternatív borítókép)[39]
- Jonesy #1 (alternatív borítókép)[40]
- Snotgirl

### Elbeszélések
- Lost at Sea, az Oni Press Color Special 2002 című antológiában
- Monica Beetle, a Project: Superior című antológiában (ISBN 0-9721794-8-8)
- Smiling Is Something Other People Do, a The SPX 2003 Anthology című antológiában (ISBN 0-9721794-3-7)

### Zenei albumok
- This Is Intolerable (2002)[forrás?]
- Vanilla Dome EP (2003)[41]
- Nameless, Faceless Compilation (2004)[forrás?]
- Awkward Songz (2005, split album a Faux Photosszal)[forrás?]
- Before the Beginning and After the End (2006)[forrás?]
- B is for Bupek: Miscellany by Kupek (2007)[forrás?]
- Tries Again (2008)[forrás?]
- Good Time Singles Club (2009)[forrás?]
- The Unfinished EP (2012)[42][43][44]

### Egyebek
- Fez (2012, videójáték, borítókép)
- Battle Royale (2013, film, plakát)[45]
- Overnight — Carry Me Home (2015, zenei album, bónusz illusztráció)[46]

## Díjak és jelölések
Doug Wright-díj:
- 2005: Legjobb feltörekvő tehetség: Bryan Lee O’Malley – Scott Pilgrim’s Precious Little Life (megnyerte)[7]
- 2006: Legjobb könyv: Bryan Lee O’Malley – Scott Pilgrim vs. the World (jelölve)[7]
- 2007: Legjobb könyv: Bryan Lee O’Malley – Scott Pilgrim & the Infinite Sadness (jelölve)[7]

Eagle-díj:
- 2005: Kedvenc író/művész: Bryan Lee O’Malley (jelölve)[11]
- 2005: Kedvenc graphic novel: Bryan Lee O’Malley – Scott Pilgrim vs. the World (jelölve)[11]

Eisner-díj:
- 2006: Legjobb író/művész — humor: Bryan Lee O’Malley – Scott Pilgrim vs. the World (jelölve)[12]
- 2010: Legjobb humoros kiadvány: Bryan Lee O’Malley – Scott Pilgrim vs. the Universe (megnyerte)[18]
- 2015: Legjobb új graphic album: Bryan Lee O’Malley – Seconds (jelölve)[28]

Harvey-díj
- 2005: Legjobb új tehetség: Bryan Lee O’Malley – Scott Pilgrim (jelölve)[8]
- 2005: Legjobb új képregényalkotó: Bryan Lee O’Malley – Scott Pilgrim (jelölve)[8]
- 2005: Legjobb eredeti graphic novel: Bryan Lee O’Malley – Scott Pilgrim’s Precious Little Life (jelölve)[8]
- 2007: Legjobb képregényalkotó: Bryan Lee O’Malley – Scott Pilgrim & the Infinite Sadness (jelölve)[13]
- 2007: Legjobb eredeti graphic novel: Bryan Lee O’Malley – Scott Pilgrim & the Infinite Sadness (jelölve)[13]
- 2008: Legjobb képregényalkotó: Bryan Lee O’Malley – Scott Pilgrim Gets It Together (jelölve)[15]
- 2008: Különdíj a képregényekben megjelenő humorért: Bryan Lee O’Malley – Scott Pilgrim Gets It Together (jelölve)[15]
- 2010: Különdíj a képregényekben megjelenő humorért: Bryan Lee O’Malley – Scott Pilgrim vs. the Universe (megnyerte)[19]
- 2011: Legjobb képregényalkotó: Bryan Lee O’Malley – Scott Pilgrim’s Finest Hour (jelölve)[21]
- 2011: Legjobb eredeti graphic novel: Bryan Lee O’Malley – Scott Pilgrim’s Finest Hour (megnyerte)[21]
- 2015: Legjobb eredeti graphic novel: Bryan Lee O’Malley – Seconds (jelölve)[29]

Joe Shuster-díj:
- 2005: Legjobb képregényalkotó: Bryan Lee O’Malley – Scott Pilgrim’s Precious Little Life (jelölve)[9]
- 2006: Legjobb képregényalkotó: Bryan Lee O’Malley – Scott Pilgrim vs. the World (megnyerte)[10]
- 2007: Legjobb képregényalkotó: Bryan Lee O’Malley – Scott Pilgrim & the Infinite Sadness (jelölve)[14]
- 2008: Legjobb képregényalkotó (író/rajzoló): Bryan Lee O’Malley – Scott Pilgrim Gets It Together (jelölve)[16]
- 2010: Legjobb képregényalkotó: Bryan Lee O’Malley – Scott Pilgrim vs. the Universe (jelölve)[20]
- 2011: Legjobb képregényalkotó: Bryan Lee O’Malley – Scott Pilgrim’s Finest Hour (jelölve)[22]
- 2015: Kiemelkedő képregényalkotó: Bryan Lee O’Malley – Seconds (megnyerte)[27]

National Cartoonists Society Division Awards:
- 2007: Képregény-díj: Bryan Lee O’Malley – Scott Pilgrim Gets It Together (jelölve)[17]

## Magyarul megjelent művei
- Scott Pilgrim a világ ellen; ford. Somogyi Péter; Nyitott Könyvműhely, Bp., 2010 (Scott Pilgrim)
- Scott Pilgrim végtelen bánata; ford. Somogyi Péter; Nyitott Könyvműhely, Bp., 2010 (Scott Pilgrim)
- Scott Pilgrim bekeményít; ford. Somogyi Péter; Nyitott Könyvműhely, Bp., 2010 (Scott Pilgrim)
- Scott Pilgrim kivételes átlagélete; ford. Somogyi Péter, dalszövegford. Babiczky Tibor; Nyitott Könyvműhely, Bp., 2010 (Scott Pilgrim)
- Scott Pilgrim feltámadása; ford. Somogyi Péter; Nyitott Könyvműhely, Bp., 2011 (Scott Pilgrim)
- Scott Pilgrim az univerzum ellen; ford. Somogyi Péter; Nyitott Könyvműhely, Bp., 2011 (Scott Pilgrim)
- Repeta; ford. Tót Barbara; Fumax, Bp., 2019